# Enta Da Stage (álbum de Black Moon)
Enta Da Stage es el álbum debut del grupo estadounidense de hip hop Black Moon, lanzado el 19 de octubre de 1993, bajo el sello Nervous Records. El álbum fue producido por DJ Evil Dee y Mr. Walt de Da Beatminerz y contó con el debut del dúo Smif-N-Wessun en la canción "Black Smif-N-Wessun", como también con las apariciones de Havoc de Mobb Deep, y uno de los dos dueños de Duck Down Records, Dru-Ha.
El álbum vendió alrededor de 350.000 copias en los Estados Unidos, fue críticamente aclamado y tuvo dos singles en las listas del Billboard Hot 100; "Who Got Da Props?" y "I Got Cha Opin". Fue precursor del resurgimiento de la escena hip hop de New York de mediados de los '90 y es considerado un álbum clásico del hip hop.

## Lista de canciones
| #  | Título                | Artista(s)                                | Duración |
| -- | --------------------- | ----------------------------------------- | -------- |
| 1  | "Powaful Impak!"      | Buckshot                                  | 4:11     |
| 2  | "Niguz Talk Shit"     | Buckshot                                  | 4:19     |
| 3  | "Who Got Da Props?"   | Buckshot                                  | 4:30     |
| 4  | "Ack Like U Want It"  | Buckshot, 5ft                             | 4:57     |
| 5  | "Buck Em Down"        | Buckshot                                  | 4:39     |
| 6  | "Black Smif-N-Wessun" | Tek, Buckshot, Steele                     | 4:21     |
| 7  | "Son Get Wrec"        | 5ft                                       | 3:28     |
| 8  | "Make Munne"          | Buckshot                                  | 4:25     |
| 9  | "Slave"               | Buckshot                                  | 2:43     |
| 10 | "I Got Cha Opin"      | Buckshot                                  | 4:15     |
| 11 | "Shit Iz Real"        | Buckshot                                  | 3:59     |
| 12 | "Enta Da Stage"       | Buckshot                                  | 2:52     |
| 13 | "How Many MC's..."    | Buckshot                                  | 3:40     |
| 14 | "U Da Man"            | 5ft, Dru-Ha, Havoc, Tek, Steele, Buckshot | 4:24     |

## Posición del álbum en las listas
| Año  | Álbum         | Posición en la lista | Posición en la lista   | Posición en la lista   |                 |
| Año  | Álbum         | Billboard 200        | Top R&B/Hip Hop Albums | Top Independent Albums | Top Heatseekers |
| 1993 | Enta Da Stage | -                    | #33                    | -                      | #7              |

## Posición de los sencillos en las listas
| Año  | Canción             | Posición en la lista | Posición en la lista             | Posición en la lista |
| Año  | Canción             | Billboard Hot 100    | Hot R&B/Hip-Hop Singles & Tracks | Hot Rap Tracks       |
| 1993 | "Who Got Da Props?" | #86                  | #60                              | -                    |
| 1993 | "How Many MC's..."  | -                    | #97                              | #48                  |
| 1994 | "Buck Em Down"      | -                    | #81                              | #17                  |

### Información de los sencillos
| Información del sencillo                                                           |
| ---------------------------------------------------------------------------------- |
| "Who Got Da Props?" - Lanzamiento: 1992 - B-side: "Fuck It Up"                     |
| "How Many MC's..." - Lanzamiento: 1993 - B-side: "Ack like U Want It" (F.A.P. mix) |